# Падосек, Павел Михайлович
Павел Михайлович Падосек (1893—1941) — советский военачальник, генерал-майор (1940), участник Гражданской и Великой Отечественной войны, пропал без вести во время битвы за Москву.

## Биография
Сын военного врача, уроженец г. Тифлиса, Павел Падосек родился в 1893 году. Общее образование получил в Сумском кадетском корпусе. В 1908—1913 годах учился в Александровском военном училище.
В 1936 году окончил Военную инженерную академию имени Куйбышева. Занимал должности начальника инженеров 2-й армии, особой группы Южного, Юго-Восточного, Кавказского фронтов, после окончания Гражданской войны — старшего инспектора при Главном Военно-Инженерном Управлении РККА, начальника Военно-Инженерной Школы. В звании комбрига был уволен из рядов РККА 29 марта 1938 года. После восстановления в рядах вооружённых сил Падосек служил начальником академических курсов технического усовершенствования высшего и старшего командного состава при Военно-Инженерной академии имени Куйбышева. 4 июня 1940 года ему было присвоено звание генерал-майор инженерных войск.
Участвовал в Великой Отечественной войне. По решению маршала Семёна Тимошенко был направлен на Западный фронт для оказания помощи в возведении оборонительного рубежа на Днепре. В августе-октябре 1941 года руководил Инженерным управлением Резервного фронта, руководил строительством оборонительной линии под Вязьмой. Во время его руководства инженерные подразделения Резервного фронта установили более 81 тысячи противотанковых и противопехотных мин, то есть 150—200 мин на 1 километр фронта к началу битвы за Москву.
30 сентября — 2 октября 1941 года немецкие войска перешли в наступление. После того, как танковые соединения противника прорвались в тыл советских войск, те были вынуждены оставить рубежи линии обороны под Вязьмой. 12 октября 1941 года Падосек был назначен руководителем оборонительного строительства на Можайском направлении. 24 ноября 1941 года Падосек выехал на осмотр оборонительных рубежей и не вернулся назад в управление, был объявлен пропавшим без вести.